# Kallitaxila suturalis
Kallitaxila suturalis är en insektsart som först beskrevs av Matsumura 1914.  Kallitaxila suturalis ingår i släktet Kallitaxila och familjen Tropiduchidae. Inga underarter finns listade i Catalogue of Life.